# Baleadi
Baleadi is een bestuurslaag in het regentschap Pati van de provincie Midden-Java, Indonesië. Baleadi telt 5975 inwoners (volkstelling 2010).